# Radešín (zámek)
Zámek Radešín je zámecká stavba ve stejnojmenné obci v okrese Žďár nad Sázavou.
Původně renesanční tvrz Radešínských z Radešovic z konce 16. století získali v roce 1607 Ditrichštejnové a roku 1638 ji postoupili obnovenému žďárskému klášteru. V roce 1684 byly upraveny exteriéry a roku 1706 stavba změněna přestavbou bývalého pivovaru (podíl G. Santiniho - nově odkryté štukové stropy, krb, schodiště) na rezidenci žďárského kláštera. Po zrušení kláštera v roce 1784 připadl zámek moravskému náboženskému fondu, který jej v roce 1826 prodal rodině Schneiderů. Roku 1827 byl upraven klasicisticky (rozšíření o severní křídlo, celkové sjednocení objektu). Potomci Schneiderů (rod Duré) vlastnili zámek do roku 1945, kdy byl zámek násilně zestátněn a až do konce osmdesátých let sloužil jako byty a sklady Státního statku v Křižanově. Prvotní pokusy o jeho obnovu ze strany soukromých zájemců skončily zpočátku nezdarem a jen prohloubily chátrání a devastaci objektu.
V současné době vlastní zámek rodina Kubíčkových, majitelů firmy Balóny Kubíček. Záměrem je vybudovat zde „balónový zámek“ - centrum balónového létání. V současné době je zde možnost pilotního výcviku i vyhlídkových letů balonem přes Vysočinu.

## Galerie

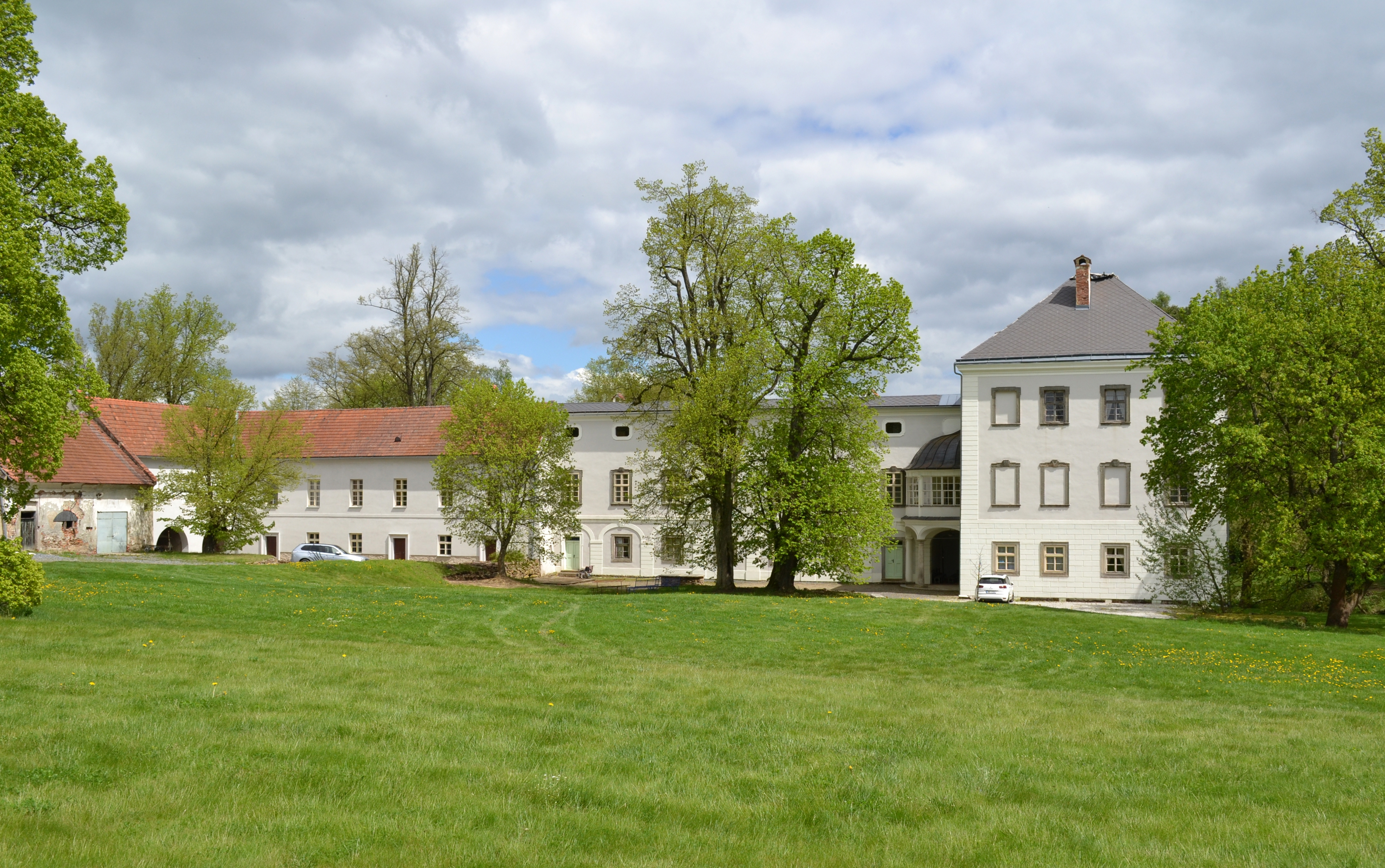
západní průčelí
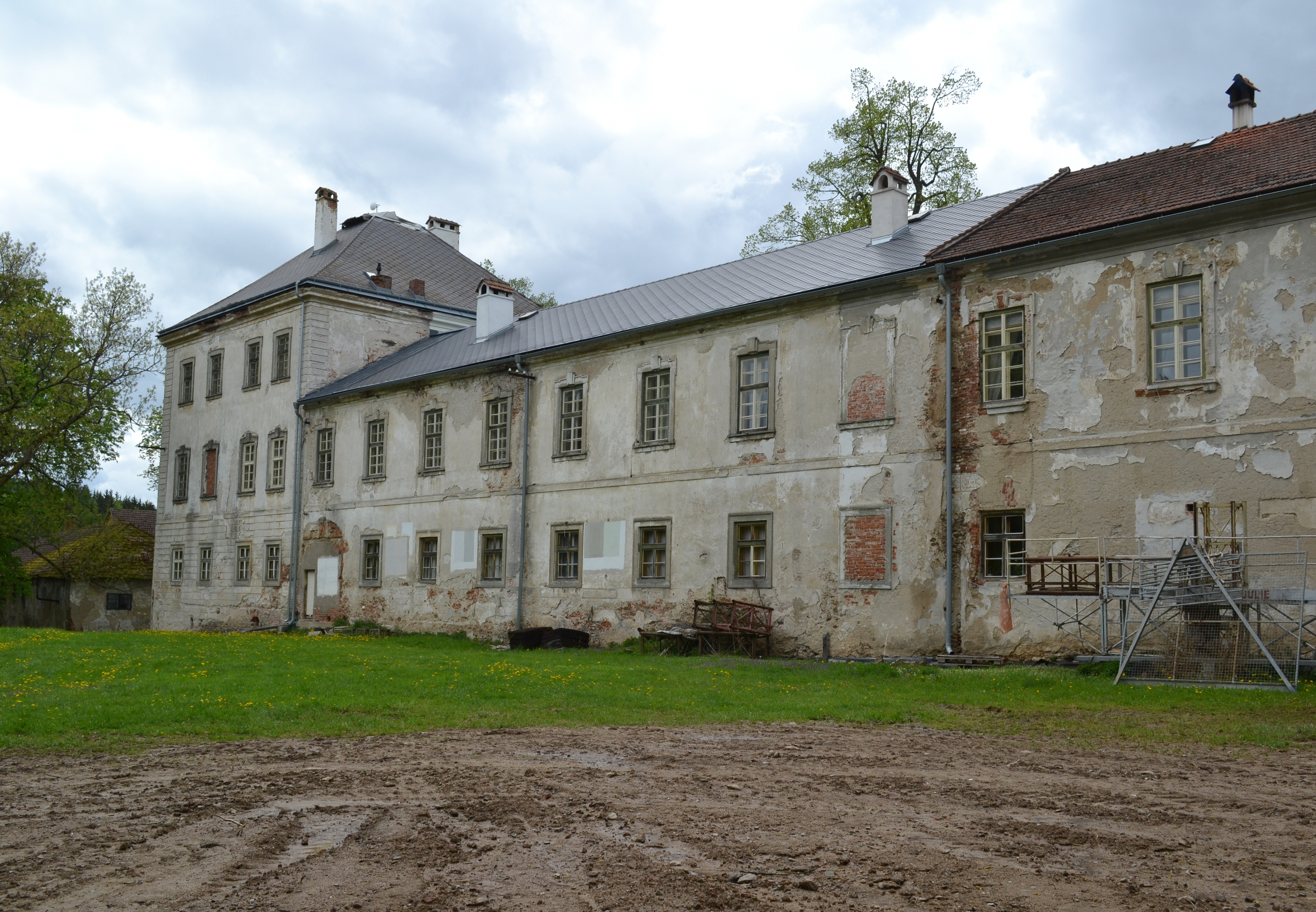
východní průčelí
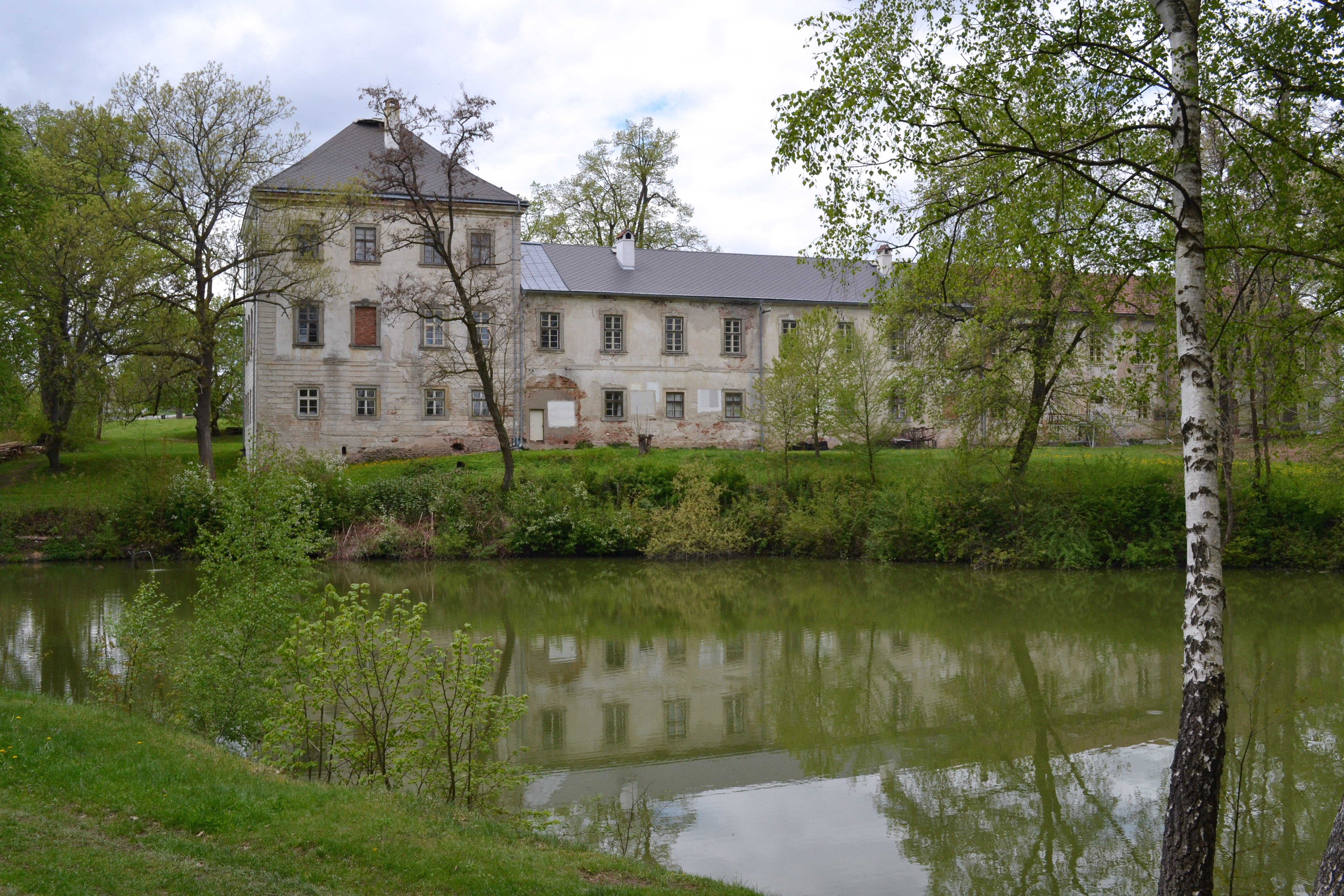
východní průčelí